# 雪地黄耆
雪地黄耆（学名：Astragalus nivalis）为豆科黄芪属的植物。分布于中亚以及中国大陆的青海、新疆、西藏等地，生长于海拔2,500米至4,000米的地区，多生于高原、河滩或山顶，目前尚未由人工引种栽培。

## 异名
- Astragalus nivalis Kar. et Kir. var. aureocalycatus S. B. Ho